# Calvaire d'Havernas
Le calvaire d'Havernas est une croix monumentale située sur le territoire de la commune d'Havernas, en France.

## Localisation
La croix est située rue de l'église, sur la commune d'Havernas, dans le département de la Somme, en région des Hauts-de-France, en France.

## Historique
La croix date de 1662, comme en témoigne la date sur le fût, bien que la cuve baptismale qui lui sert de socle soit estimée du XIIe siècle.
Selon une légende, la croix aurait été cachée à la révolution, et remise à sa place en 1837.
La croix est classée au titre des monuments historiques par arrêté 28 septembre 1905.

## Description

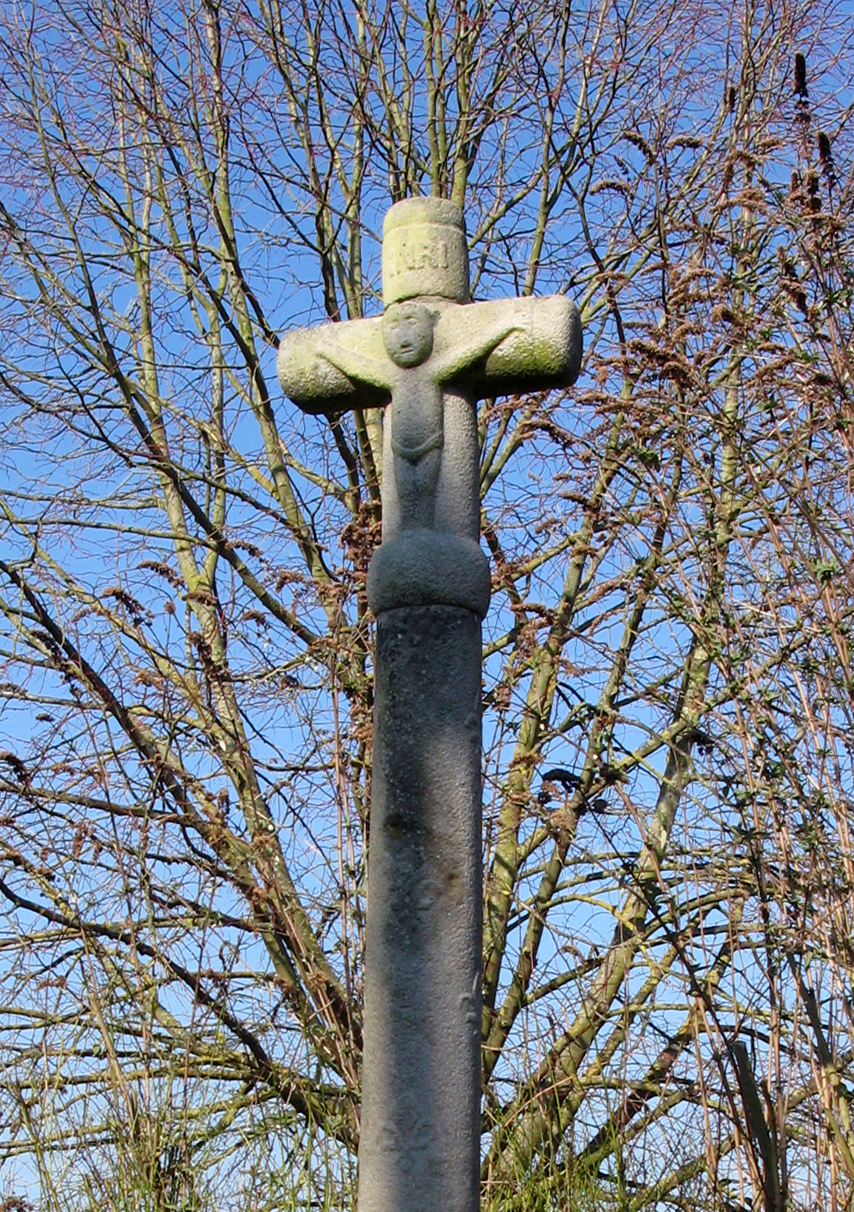
Détail du Christ en style « naïf »

D'une hauteur d'environ 3 mètres, la croix peut se décomposer en trois parties : la partie basse, ou socle, est constituée, d'un cuve baptismale issue d'une église est datée du XIIe siècle, ce qui ajoute à l'originalité de la croix. Obstruant cette cuve, une dalle rectangulaire en pierre est posée au dessus. Enfin, et fixé sur cette pierre meulière, le fut et la croix proprement dits. Le fût, en grès et cylindrique, possède quelques ornementations de fleurs de lis. La croix ne fait pas corps avec le fut et l'iconographie, un Christ d'un côté et une Vierge de l'autre, est de « facture naïve », témoin d'un art populaire.

## Galerie

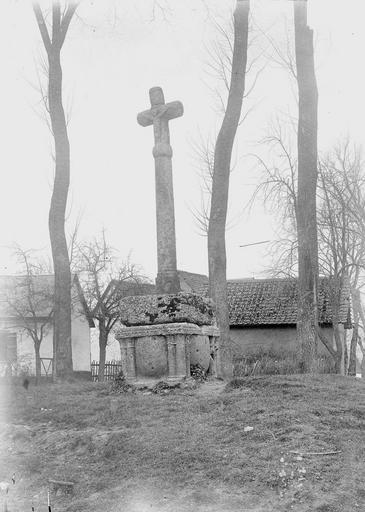
Le calvaire en 1914